# Lowgold
Lowgold byla anglická indie rocková skupina, kterou v roce 1997 založili zpěvák a kytarista Darren Ford, kytarista Dan Symons a baskytarista Miles Willey.
Skupina původně tvrdila, že její název je odvozený od nordického slova, které lze přeložit jako „skrytá hodnota“. Později však přiznali, že si to Darren Ford vymyslel.
Lowgold se rozpadli v roce 2009 bez jakéhokoliv oznámení. Vydali sice prohlášení se slibem budoucího pokračování, ale od té doby spolu již nikdy nespolupracovali.

## Historie
Zpěvák Darren Ford působil před založením Lowgold hned v několika skupinách včetně The Knievels či Shinecello, kde hrál rovněž Milles Willey. Později nahrál čtyři demo skladby se svým kamarádem kytaristou Danem Symonsem a poslal je do několika vydavatelství. Jeho hudba zaujala Nude Records, kteří chtěli slyšet více písní a vidět skupinu živě. Když je Ford informoval, že vlastně žádnou skupinu nemá, navrhli mu, aby ji založil. Připojil se k nim tedy Fordův bývalý spoluhráč baskytarista Miles Willey a posledním členem se stal bubeník Paul Mayes.
V průběhu nahrávání debutového alba došlo k první změně ve složení skupiny. Simon Scott nahradil za bicími Paula Mayese, jehož styl bubnování nevyhovoval ostatním členům.
První deska Lowgold vyšla v roce 2001 a nesla název Just Backward of Square. Obsahovala i patrně největší hit skupiny Beauty Dies Young a mezi posluchači zaznamenala velký úspěch. Kvůli finančním problémům však byla kapela nucena změnit vydavatelství. V roce 2002 podepsali Lowgold nahrávací smlouvu se Sanctuary Records a ve stejném roce také kapelu opustil bubeník Simon Scott. Lowgold začali nahrávat své druhé album s názvem Welcome To Winners společně s producentem jejich první desky Tonym Lashem, který se dočasně stal jejich bubeníkem. Album vyšlo v roce 2003.
Lowgold v následujících letech vydali ještě dvě alba, která však ani zdaleka nedosáhla úspěchu jejich první nahrávky. V srpnu 2009 vydali prohlášení, že mají příliš mnoho starostí s výchovou svých dětí a od té doby spolu již nespolupracovali. Budoucnost kapely tedy zůstává nejistá.

## Po rozpadu
Miles Willey hrál po rozpadu Lowgold v několika dalších skupinách včetně Good Morning, Captain či -a+M Momentálně pracuje na univerzitě v Brightonu.
Dan Symons začal kariéru hudebního vydavatele a postupně pracoval pro Rough Trade Records a Pledge Music. Založil si také vlastní společnost Band2Market.
Darren Ford i nadále pracuje na nových písních a také píše satirické blogy.

## Studiová alba
- Just Backward of Square (12. února 2001)
- Welcome to Winners (6. října 2003)
- Keep Music Miserable (10. října 2005)
- Promise Lands (31. března 2008)